# TransHab

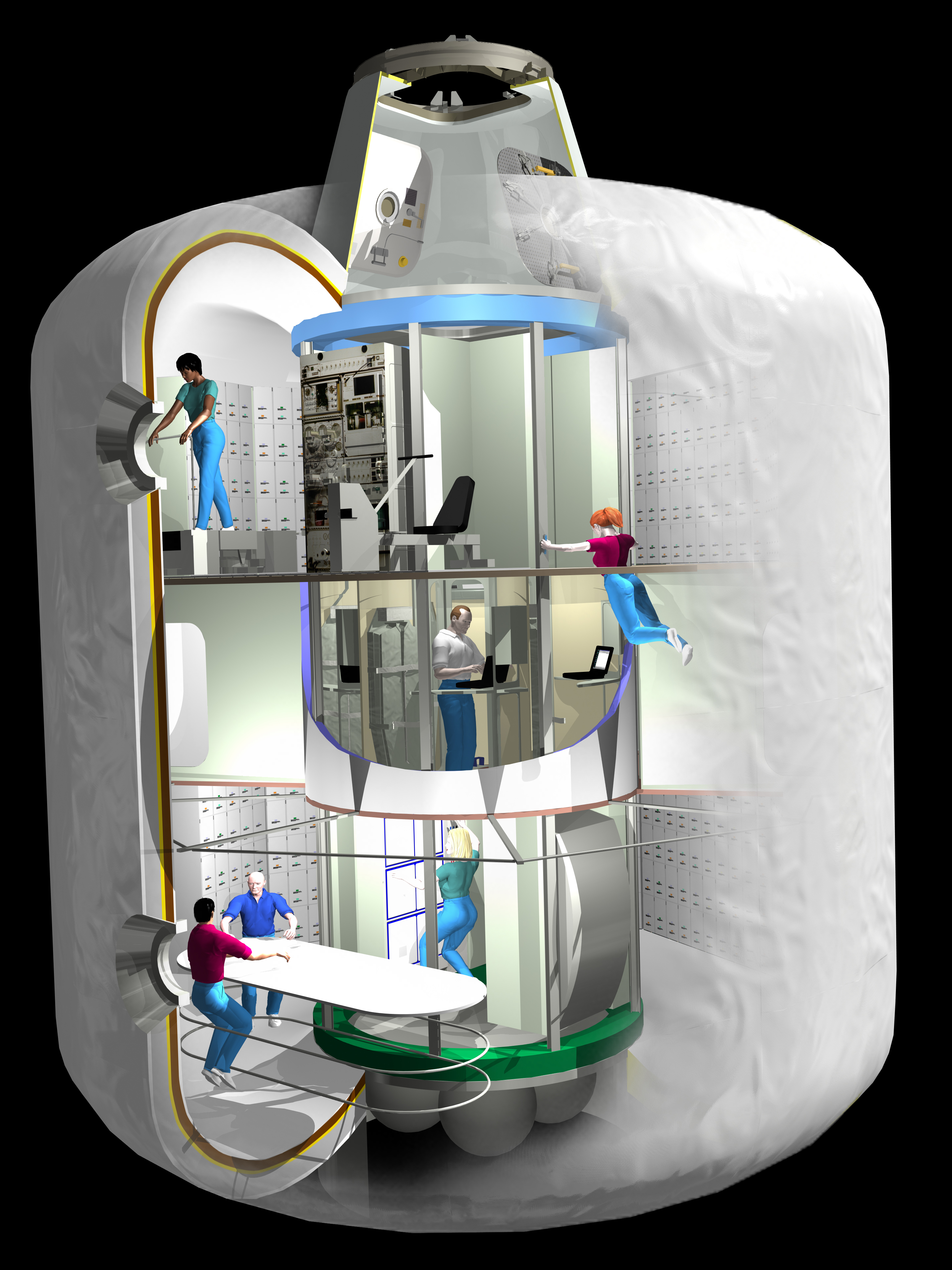
Una vista interna del TransHab.

Il TransHab era un progetto per lo sviluppo di habitat spaziali gonfiabili, condotto dalla NASA negli anni novanta. Nello specifico il TransHab avrebbe dovuto sostituire l'Habitation Module, rigido, della ISS. Prima del dispiegamento, i moduli espandibili avevano una forma semplice da lanciare. Raggiunta l'orbita, il TransHab avrebbe avuto un diametro di 8,2 m (comparato a quello di 4,4 m del modulo Colombus).

## Storia
Il nome del progetto è la contrazione di Transit Habitat in riferimento all'intenzione originale di disegnare un veicolo di trasferimento interplanetario verso Marte.
Lo sviluppo del TransHab venne contraddistinto da numerose controversie, dovute a ritardi e costi del programma ISS. Nel 1999, la National Space Society raccomandò il proseguimento dello sviluppo di tecnologie gonfiabili, ma nonostante ciò, nel 2000, venne firmato l'House Resolution 1654, documento secondo il quale la NASA non avrebbe più potuto eseguire ricerche e sviluppi sul TransHab, senza poter nemmeno lanciare un modulo privato verso la ISS.
Bigelow Aerospace comprò quindi i diritti sviluppati dalla NASA, elaborando uno schema simile di stazione spaziale privata, lanciando veicoli di test come il Genesis I, il Genesis II, e il BEAM, per poi culminare con la produzione del B330 e della Bigelow Commercial Space Station.

## Tecnologie
Il TransHab era una struttura ibrida che univa packaging ed efficienza, in massa, di una struttura gonfiabile, con i vantaggi di una struttura rigida capace di sopportare carico pesante.

### Lo scudo gonfiabile multi-strato

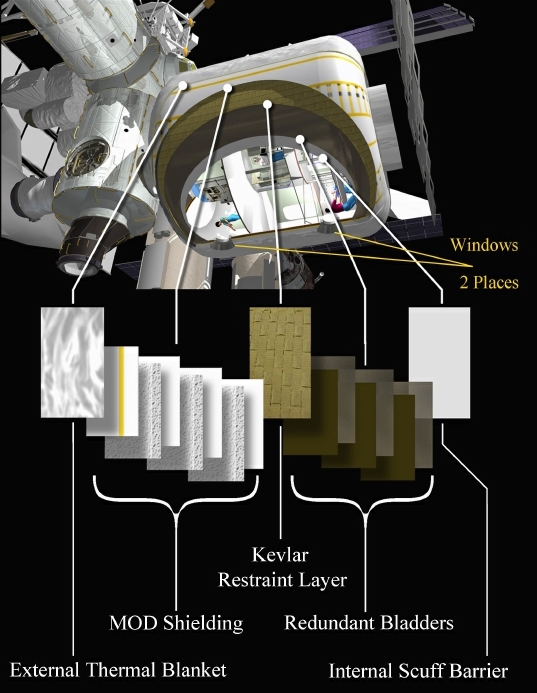
Vista "esplosa" della struttura multi-strato del TransHab

Il guscio gonfiabile del TransHab consisteva in molti strati di isolamento e protezione da detriti orbitali e meteorici, conferendo al modulo una grande resistenza meccanica.
In esso erano contenute circa 2 dozzine di strati, modellati per distruggere le particelle di detriti spaziali e i piccoli meteoriti che avrebbero potuto urtare il modulo ad una velocità ben 7 volte maggiore rispetto a quella di un proiettile. Gli strati esterni proteggevano le diverse sacche interne, le quali si sostenevano grazie alla sola pressurizzazione del modulo. Il guscio forniva anche isolamento dalle temperature nello spazio che andavano da 121° C delle superfici esposte al Sole a -128° C in ombra.
La protezione dai detriti consisteva in diversi strati di Nextel, un materiale solitamente utilizzato come isolante del vano motore inferiore di numerose automobili, con spessori dell'ordine di grandezza del pollice, suddivisi in celle aperte di gomma, simili a quelle usate per i cuscini per sedie sulla Terra. Gli strati di Nextel e gomma causavano la perdita di energia contenuta nelle particelle al momento dello scontro, evitandone il raggiungimento degli strati profondi.
Molti strati profondi nel guscio erano in Kevlar, una fibra super-resistente, e fissavano la forma del modulo. L'aria veniva mantenuta all'interno del modulo da 3 sacche in Combitherm, un materiale comunemente usato nell'industria alimentare. Lo strato più interno, il muro del modulo, era un panno in Nomex, un materiale ignifugo che proteggeva le sacche da graffi e consumo.

### Layout del TransHab
Il TransHab era composto da 4 livelli o piani.

#### Livello 4
L'area del tunnel pressurizzato era intesa per permettere il collegamento tra il TransHab e un qualsiasi altro veicolo spaziale ad esso attraccato. Il suo disegno originale prevedeva 2 boccaporti ISS e ospitava equipaggiamenti critici per l'espansione del modulo, come elettricità e avionica.

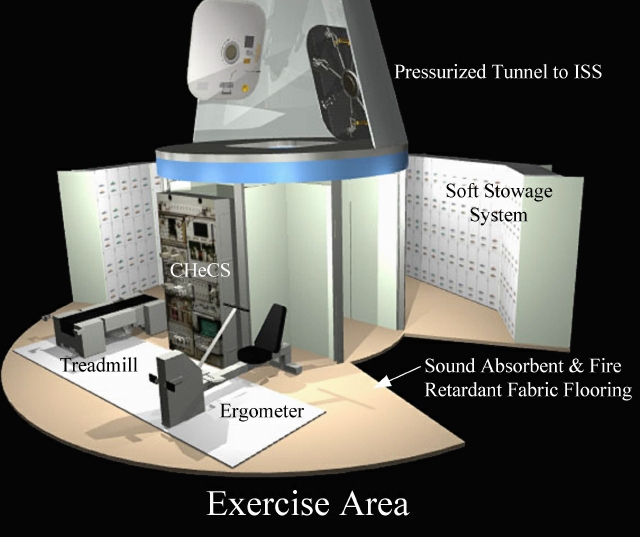
I livelli 3 e 4 (dal basso verso l'alto)

#### Livello 3
Il livello 3 conteneva un'area di esercizio fisico con un tapis roulant e una bicicletta stazionaria. Il disegno conteneva anche un sistema di controllo sanitario completo con tutti i tipi di equipaggiamenti medici e di emergenza e una specie di bagno spaziale, per la pulizia del corpo. Inoltre questo livello conteneva un'area di stivaggio identica a quella del livello 1.
Crew Health Care Area - il disegno dell'area per la salute dell'equipaggio conteneva 2 Crew Health Care System della ISS, un compartimento per la pulizia completa del corpo, un'area di cambio, equipaggiamenti per esercizio fisico, un'area partizionabile per esami medici privati e conferenze, e una finestra osservativa della Terra. Quest'ultima aveva 51 cm di diametro ed era vicina all'area di esercizio fisico. Il suo disegno prevedeva 4 pannelli spessi 10,2 cm ed una cornice molto resistente, spessa tutti gli strati del guscio.
Stivaggio - piccole cabine offrivano stivaggio per pezzi di ricambio, rifornimenti, vestiti e altri equipaggiamenti. Se costruito, il TransHab avrebbe avuto una camera di stivaggio doppia di quelle della Stazione spaziale internazionale.

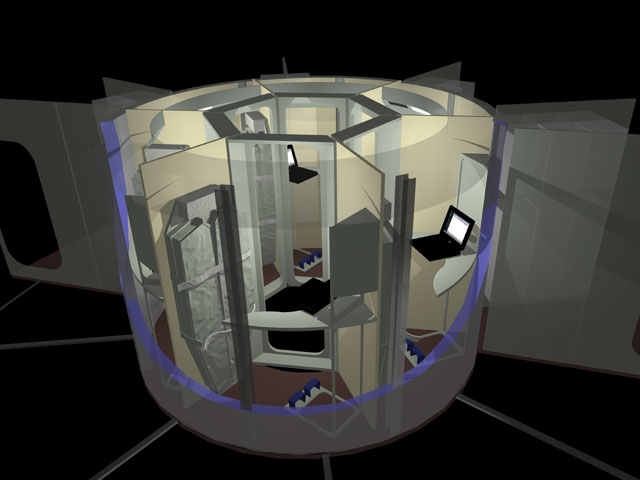
Il livello 2

#### Livello 2
Quartieri dell'equipaggio—il disegno dell'area dell'equipaggio includeva 6 compartimenti individuali, da 2,3 m3 di volume ciascuno, un passaggio centrale, nel nucleo della struttura del secondo livello, e serbatoi di acqua. Ogni compartimento conteneva un sacco a pelo, un'area per stivare oggetti personali, e un centro di intrattenimento multimediale per ricreazione e lavoro personale.
Meccanica - la stanza meccanica era esterna alla struttura del nucleo ed usava solo metà dello spazio del piano. Era isolata acusticamente e visibilmente. L'altra metà di quest'area era composta da un lucernario posto sopra all'area quadrata. La camera meccanica conteneva in un sistema di supporto ambientale e vitale, equipaggiamenti energetici e avionici, e forniva aria ai livelli 1 e 3, attraverso fenditure.

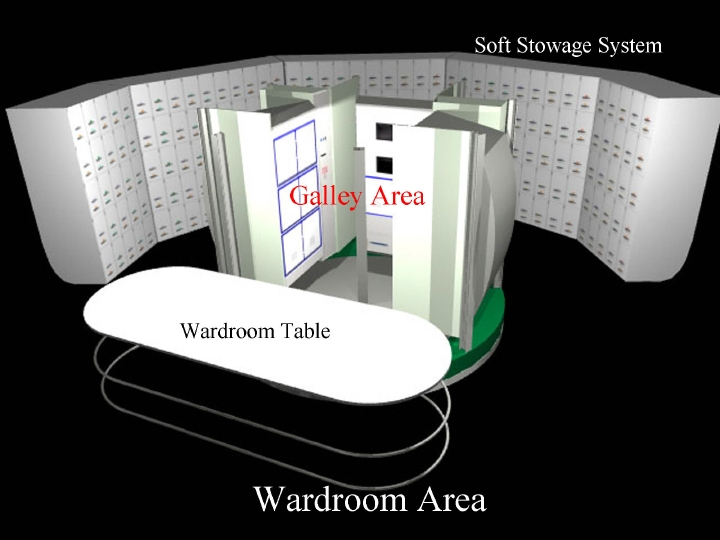
Il livello 1

#### Livello 1
Il primo livello ospitava una cucina con un freezer, un forno a microonde, un distributore d'acqua e equipaggiamento per la preparazione di cibo, assieme a un tavolo con 12 sedie, per permettere a tutto l'equipaggio di sedere insieme per discussioni oppure pasti. Il progetto prevedeva 3 rack di cucina, un grande tavolo quadrato, un piccolo apparato di stivaggio e una finestra sulla Terra identica a quella del livello 3.